# Avebury
Avebury je neolitická památka. Jedná se o tři kamenné kruhy – henge, které se nachází v okolí stejnojmenné vesnice v anglickém hrabství Wiltshire. Památka je zapsána na seznamu světového dědictví UNESCO.
Účel stavby je nejasný.

## Historie
Podle radiokarbonové metody datování byly násyp a kamenné kruhy vytvořeny v letech 2 900 až 2 600 př. n. l. Lidé je využívali pravděpodobně až do roku 1 800 př. n. l. V 17. a 18. století byla památka předmětem zájmu spisovatele Johna Aubreyho, architekta Iniga Jonese a lékaře a amatérského archeologa Williama Stukeleyho. Tomu se podařilo Avebury nakreslit ještě předtím, než místní obyvatelé začali megality používat na stavbu svých domů. Mezi roky 1908 až 1922 zde probíhal rozsáhlý archeologický výzkum. Ve 30. letech 20. století zde archeolog Alexander Keiller nechal odstranit stromy a některé budovy. Dnes Avebury rozdělují domy stejnojmenné vesnice spolu se silnicí. Ve druhém desetiletí 21. století je areál hojně navštěvován turisty, kterých sem dorazí stovky tisíc ročně. Památka má velký význam i pro příznivce novopohanství.

## Popis
Kameny jsou umístěny na násypu, který je ohraničen příkopem o délce 1,3 km a hloubce až 6 metrů. Celkově jich bylo 180. Tvořily jeden větší a dva menší kruhy, které ležely uvnitř kruhu většího. Ten byl největším megalitickým kruhem na světě. Nacházelo se v něm zhruba sto kamenů, v menších kruzích jich bylo okolo třiceti. Další megality byly vztyčeny uprostřed areálu. Největší z nich váží přes čtyřicet tun. Během několika posledních století používali místní obyvatelé kameny jako stavební materiál a tak se jich dochovala asi čtvrtina. V minulosti zde ještě ležely dvě kamenné ulice. Zbytky jedné se v Avebury nacházejí dodnes. Vedou k Overton Hillu, kde byl dříve další kamenný kruh.